# 69961 Millosevich
69961 Millosevich è un asteroide della fascia principale. Scoperto nel 1998, presenta un'orbita caratterizzata da un semiasse maggiore pari a 1,9164727 au e da un'eccentricità di 0,0683046, inclinata di 17,86846° rispetto all'eclittica.
L'asteroide è dedicato all'astronomo italiano Elia Millosevich.